# Penthophlebia fuscifronta
Penthophlebia fuscifronta là một loài bướm đêm trong họ Geometridae.